# 5-PAM

Eindimensionale 5-PAM-Modulation auf einem Adernpaar

PAM-5 ist ein Pulsamplituden-Modulationsverfahren mit fünf Amplitudenstufen. Es wird bei Fast Ethernet nach 100BASE-T2 und Gigabit-Ethernet nach 1000BASE-T auf Kupferkabeln eingesetzt.
Pro Übertragungsschritt (Takt) wird einer von fünf möglichen Zuständen, auch als Symbol bezeichnet, übertragen. Aus den fünf Zuständen ergibt sich ein Informationsgehalt von {\displaystyle \log _{2}5} ≈ 2,32 Bits. Bei Ethernet werden davon 2 Bit pro Symbol als Nutzdaten verwendet, der Rest dient zur Sicherung gegen Übertragungsfehler.

## Anwendungsfall Ethernet
Bei Fast Ethernet nach 100BASE-T2 wird eine zweidimensionale 5-PAM eingesetzt (im Standard auch als PAM-5x5 bezeichnet): Bei der verwendeten Symbolrate von 25 MSymbole/s auf jeder der zwei Doppeladern und dem Nutzdatenanteil von 2 Bit pro Symbol ergibt sich die Nutzbitrate von 
{\displaystyle {\rm {25{\tfrac {\;MSymbole}{s}}\cdot 2\cdot {\tfrac {2\;Bit}{Symbol}}=100\;{\tfrac {Mbit}{s}}}}}. In jedem Takt werden somit genau 4 Bit an Nutzdaten übertragen.
Bei Gigabit-Ethernet 1000BASE-T nach dem IEEE Standard 802.3 wird über Cat-5-Kabel eine vierdimensionale 5-PAM eingesetzt (im Standard auch als 4D-PAM5 bezeichnet): bei der verwendeten Symbolrate von 125 MSymbole/s auf jeder der vier Doppeladern und dem Nutzdatenanteil von 2 Bit pro Symbol ergibt sich die Nutzbitrate von 
{\displaystyle {\rm {125{\tfrac {\;MSymbole}{s}}\cdot 4\cdot {\tfrac {2\;Bit}{Symbol}}=1000\;{\tfrac {Mbit}{s}}}}}. In jedem Takt werden somit genau 8 Bit an Nutzdaten übertragen.
Bei der vierdimensionalen 5-PAM stehen pro Schritt 54 = 625 Symbole zur Verfügung (→ {\displaystyle \log _{2}625}  ≈  9,29 Bit). Davon werden als Nutzdaten 4*2 = 8 Bit = 1 Byte verwendet (→ 28=256 Symbole). Der Rest an Symbolen wird für eine Vorwärtsfehlerkorrektur (FEC) verwendet.
Dazu wird bei Gigabit-Ethernet zunächst ein Byte in vier Gruppen zu je 2 Bit aufgeteilt. Jede Gruppe zu 2 Bit wird mittels der Trellis-Code-Modulation (TCM) auf 3 Bit erweitert. Das durch den Faltungscode der TCM zusätzlich eingebrachte Bit pro Gruppe ist dabei nicht trivial von den anderen Bits abhängig und stellt die zur Vorwärtsfehlerkorrektur notwendige Fehlerkorrekturinformation dar.
Unter Berücksichtigung des zusätzlich eingebrachten Bits pro Gruppe beträgt die kombinierte Bitrate von Nutzdaten und Redundanzinformation zur Fehlervorwärtskorrektur 
{\displaystyle {\rm {125{\tfrac {\;MSymbole}{s}}\cdot 4\cdot {\tfrac {3\;Bit}{Symbol}}=1500\;{\tfrac {Mbit}{s}}}}}. 
Nutzdaten und Vorwärtsfehlerkorrektur benötigen somit zusammen 9 Bit (→ 29=512 Symbole); die übrigen 113 von PAM-5 bereitgestellten Symbole werden zum Teil für Steuerinformationen genutzt.
Bei Fast Ethernet nach 100BASE-T2 wird ein ähnliches Verfahren eingesetzt, nur dass dabei zwei Gruppen zu je 2 Bit gebildet werden und die eingesetzte Trellis-Code-Modulation unterschiedliche Parameter aufweist.
Eine wesentliche Eigenschaft der TCM ist nicht nur eine Redundanzsteigerung infolge der Faltungscodierung, sondern sie legt auch die Zuordnung auf die einzelnen Sendesymbole, in diesem Fall bestimmten Spannungsniveaus auf der Leitung, fest. Dabei werden bei Gigabit-Ethernet nach 1000BASE-T die 3 Bit einer Gruppe den fünf verschiedenen Symbolen (= Spannungspegeln) eines Adernpaars zugeordnet. Eine wesentliche Eigenschaft der TCM ist, dass diese Zuordnung nicht statisch erfolgt, sondern von den vorherigen Zuständen, d. h. von den bereits übertragenen Daten, abhängt. Es lässt sich damit für einen Schritt der Übertragung keine spezifische Zuordnungstabelle zwischen Nutzdatenbits und Sendesymbol angeben. Eine nur zur Verdeutlichung rein beispielhafte Zuordnung zu einem bestimmten Zeitpunkt kann bei Gigabit-Ethernet bei einem Adernpaar folgende Zuordnung aufweisen:
| 3 Bit Kombination einer Gruppe | Beispielhafte elektrische Spannung pro Doppelader |
| ------------------------------ | ------------------------------------------------- |
| 000                            | 0 V                                               |
| 001                            | 0,5 V                                             |
| 010                            | 1 V                                               |
| 011                            | −0,5 V                                            |
| 100                            | 0 V                                               |
| 101                            | 0,5 V                                             |
| 110                            | −1 V                                              |
| 111                            | −0,5 V                                            |